# 細首小鱸
細首小鱸為輻鰭魚綱鱸形目鱸亞目河鱸科的其中一種，分布於美國密西西比河及Winnebago湖流域，體長可達9.6公分，棲息在礫石底質的溪流、湖泊，屬肉食性，以水生昆蟲為食。